# كريات مناحيم بيغن

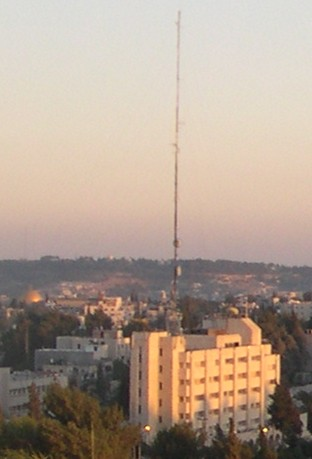
المقر الوطني للشرطة الصهيونية في كريات مناحيم بيغن - على الجانب الغربي من جبل سكوبس.

كريات مناحيم بيغن، التي سميت باسم رئيس الوزراء الصهييوني السابق مناحيم بيغن والمعروفة أيضًا باسم كريات همشالا، هي عبارة عن مجمع من المباني الحكومية في القدس الشرقية تقع بين الشيخ جراح في الشمال، بجوار جبل المشارف في الشرق وهضبة الذخيرة في الغرب.

## نظرة عامة
يُعد مجمع كريات مناحيم بيغن مقرًا لعدة مكاتب حكومية، إلى جانب المجمع الحكومي الرئيسي في تلة الشيخ بدر. [بحاجة لمصدر] ويشمل أيضًا المقر الوطني للشرطة الصهيونية.
يشمل المجمع المؤسسات التالية:[بحاجة لمصدر]
- وزارة الأمن الداخلي
- وزارة البناء
- وزارة العلوم والتكنولوجيا والفضاء

## تاريخ
تم بناء منطقة المكاتب الحكومية في القدس الشرقية بعد حرب الأيام الستة عام 1967 في منطقة تفصل بين القدس الغربية والشرقية. [بحاجة لمصدر] وكان المبنى الأول هو المقر الوطني للشرطة الصهيونية الذي تم افتتاحه في عام 1973، والذي خطط له المهندس المعماري دان ايتان. في أوائل الثمانينيات، قرر رئيس الوزراء مناحيم بيغن إنشاء مكاتب حكومية بالقرب من مقر الشرطة. بعد وفاته سميت المنطقة باسمه.